# Александр (Агриков)
Митрополи́т Алекса́ндр (в миру Василий Александрович Агриков; 13 мая 1953, посёлок Трудфронт, Икрянинский район, Астраханская область) — епископ Русской православной церкви, митрополит Брянский и Севский.

## Биография
Родился в семье священника. В шесть лет, после смерти матери, переехал в Белгородскую область, где служил священником его отец. С 13 лет до окончания школы жил в семье Капалиных, в которую его взяли по благословению своего духовного отца и родного дяди Василия — архимандрита Тихона (Агрикова). По окончании школы окончил в Москве медицинское училище.
2 июня 1974 года митрополитом Ярославским и Ростовским Иоанном был рукоположён во диакона. 5 июня тем же преосвященным был рукоположён во пресвитера и назначен настоятелем храма Рождества Христова в селе Масальском Угличского района Ярославской области.
С ноября 1974 по ноябрь 1976 года служил в рядах Советской армии в Саратове.
В феврале 1977 года был принят в клир Московской епархии и назначен священником в Никольский храм в селе Пушкино.
С 30 марта 1978 по 27 января 1983 года — настоятель Никольской церкви в городе Лосино-Петровском.
6 декабря 1980 года митрополитом Крутицким и Коломенским Ювеналием пострижен в монашество с именем Александр в честь святого благоверного князя Александра Невского.
С января 1983 по октябрь 1986 года — настоятель Успенской церкви в селе Шубине.
С октября 1986 по январь 1991 года — настоятель Богородице-Рождественского храма в селе Образцово.
9 марта 1987 года возведён в сан игумена.
С января 1991 года — настоятель Владимирской церкви в городе Мытищи.
31 октября 1994 года назначен благочинным церквей Мытищинского округа. Служил секретарём епархиальной комиссии по социальному служению, благотворительности и пастырской работе в ИТК.
Заочно окончил Московские духовные семинарию и академию.

### Архиерейство
17 июля 2001 года постановлением Священного синода был избран епископом Дмитровским, викарием Московской епархии. 21 июля патриархом Московским и всея Руси Алексием II был возведён в сан архимандрита. 1 сентября в храме во имя Всех святых, в Земле Российской просиявших, патриаршей резиденции в Свято-Даниловом монастыре в Москве состоялось наречение, а 2 сентября в храме Христа Спасителя — архиерейская хиротония, которую возглавил патриарх Московский и всея Руси Алексий II.
В 2003 году назначен настоятелем московского храма пророка Божия Илии в Черкизове.
Был председателем Комиссии по социальному служению в местах лишения свободы при Епархиальном совете города Москвы.
С декабря 2010 по декабрь 2011 года окормлял приходские храмы на территории Восточного административного округа Москвы (Преображенское благочиние).
Решением Священного синода от 28 декабря 2011 года назначен епископом Брянским и Севским.
Решением Священного синода от 26 июля 2012 года утверждён в должности настоятеля (священноархимандрита) Горно-Никольского мужского монастыря Брянска.
Решением Священного синода от 29 мая 2013 года назначен главой Брянской митрополии.
13 июня 2013 года в связи с образованием Брянской митрополии патриархом Кириллом возведён в сан митрополита.
Решением Священного синода от 25 декабря 2014 года назначен в. у. Клинцовской епархией.

## Награды
- Орден преподобного Сергия Радонежского III степени (2000)[6]
- Орден святого преподобного Серафима Саровского II степени (2008)[7]
- Орден святого благоверного князя Даниила Московского II степени (2012)[8]
- Почетная грамота Губернатора Брянской области (2019)[9]